# A Rómeó és Júlia szereplőinek listája
A Rómeó és Júlia című William Shakespeare-darab szereplői csoportosítva, összetartozásuk szerint, ábécé sorrendben.

## Capulet-ház

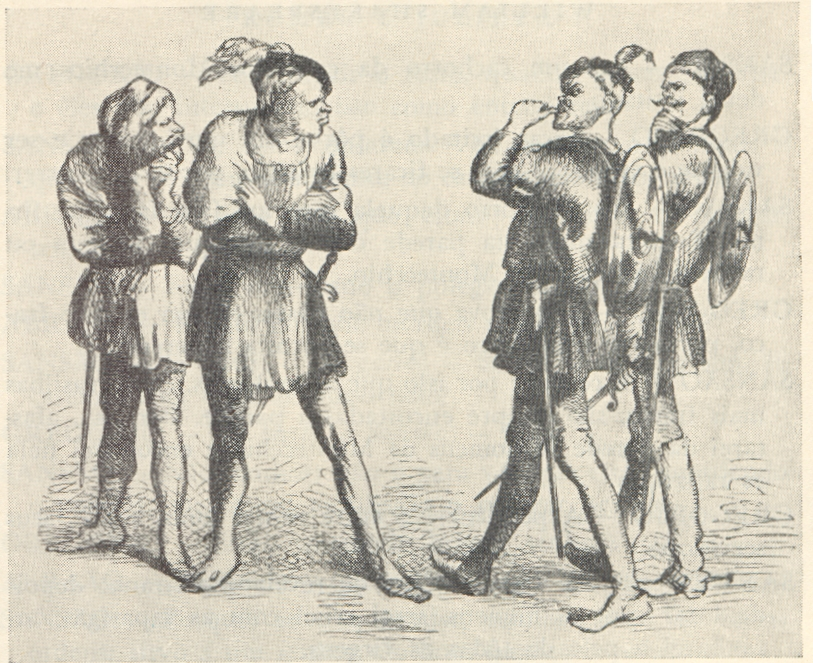
Gergely és Sámson (jobbra) Ábrahámmal és Boldizsárral veszekszik.

### Capulet
A Capulet-család feje, Júlia apja. Szigorú és lobbanékony, változékony hangulatú. A darab elején még azt mondja Párisnak, várjon a lánykéréssel, míg lánya is készen áll, később azonban, amikor Júlia nemet mond, kész eldobni magától engedetlen gyermekét.

### Capuletné
Júlia anyja. Capuletné jóval többet szerepel, mint Montague-né. Az első felvonás harmadik jelenetében vonakodik Júliával házasságról beszélni, a második felvonásban azonban már szívesen fogadja Páris szándékait. A harmadik felvonásban, Tybalt halálakor követeli Rómeó büntetését, az ötödik jelenetben pedig eldobja magától Júliát, amikor az nem hajlandó Párishoz menni: „Hozzám ne szólj, én úgyse felelek. / Végezz, amit tudsz, végeztem veled”.

### Dadus

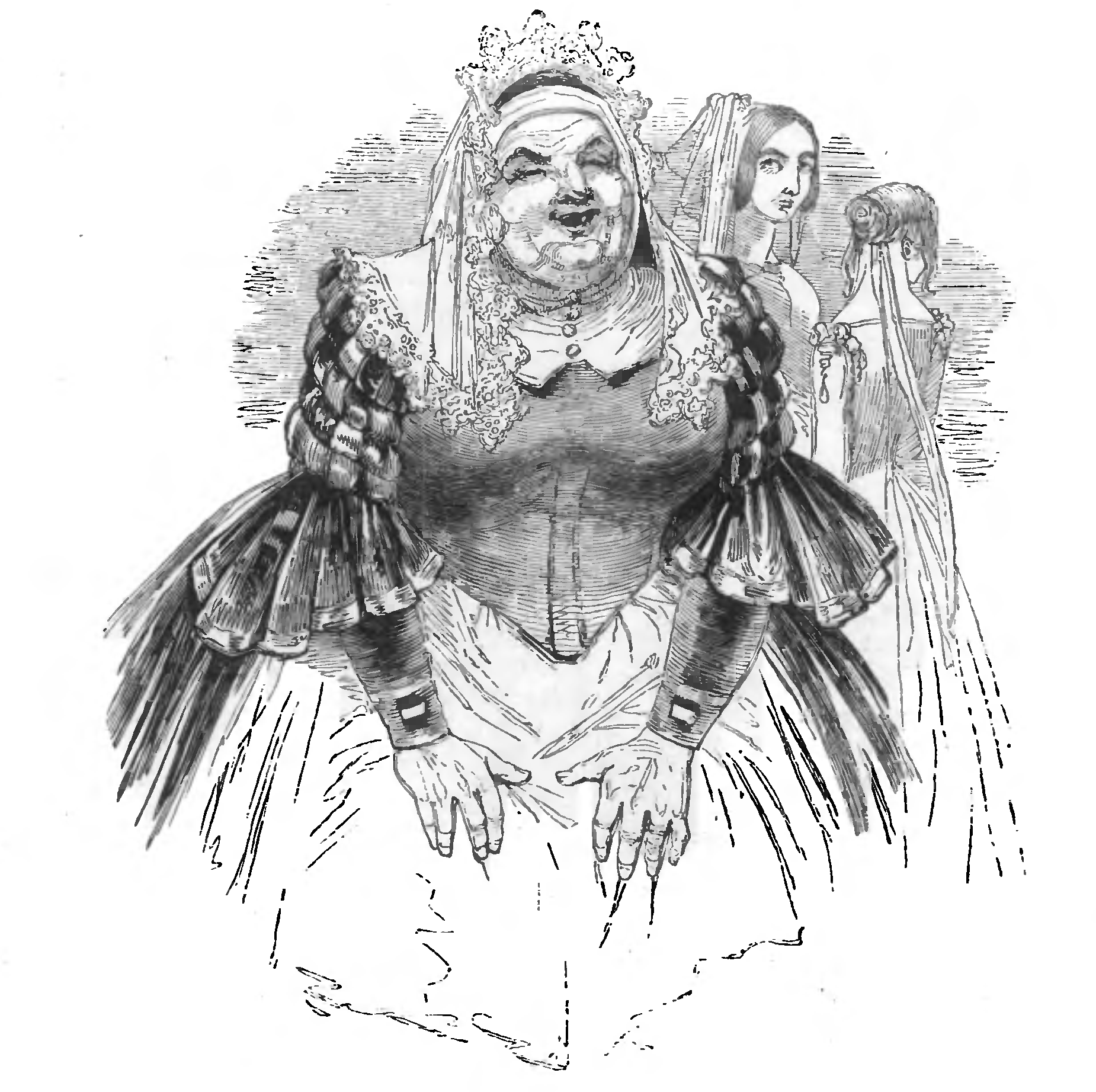
A dajka egy 1847-es ábrázoláson

Júlia dajkája. A 4. felvonás 4. jelenetéből kiderül, hogy a neve Angela, és a darab folyamán az is kiderül, hogy férjnél volt, és volt egy Zsuzsi nevű lánya, aki 11 évvel korábban, a földrengés során halt meg. Ő nevelte Júliát, így a bizalmasa és azon kevesek közé tartozik, akik tudnak Rómeóval kötött házasságáról. Ő viszi meg Tybalt halálának és Rómeó száműzésének hírét, majd arra biztatja Júliát, hogy menjen feleségül Párishoz, hisz úgysem láthatja többé Rómeót. Júlia elárulva érzi magát, és úgy dönt, többé nem osztja meg érzéseit dajkájával.

### Gergely és Sámson
Gergely és Sámson Capuleték szolgái, akik az első felvonás első jelenetében civakodni kezdenek Montague-ék szolgáival. Gergelynek nem akaródzik verekedni, Sámson azonban provokál, fügét mutat Ábrahámnak. A szolgák civakodása vezeti be a mű alaphangulatát, a két család viszálykodását jelzi előre. A két szolga máskor is felbukkan a műben, Tybalt oldalán.

### Júlia
Capuleték egyetlen leánya, a darab főszereplője. Az I. felvonás 2. színében Capulet elmondja, hogy még nincs 14 éves. Rómeó a darab során többször is a fény különféle megjelenési formáihoz hasonlítja szépségét.

### Tybalt
Tybalt Capulet unokaöccse, aki meggyilkolja Mercutiót, és akit bosszúból Rómeó öl meg. Miatta száműzik Rómeót Mantovába.

## Montague-ház

### Ábrahám és Boldizsár
Mindketten a Montague család szolgálói. A darab elején vitába keverednek Capuleték szolgálóival, ám Ábrahám más jelenetben nem szerepel. Boldizsár viszont Rómeó bizalmas szolgálója és barátja. Ő értesíti Rómeót Júlia haláláról.

### Benvolio
Benvolio Montague unokaöccse, Mercutio barátja. Megpróbálja csitítani a veszekedő Mercutiót és Tybaltot, illetve lebeszélni Rómeót Rozá-ról. Részt vesz Rómeóval és Mercutióval Capuleték bálján, jelen van a párbajnál, ő értesíti a herceget az eseményekről.

### Montague
A Montague család feje, Rómeó apja. Aggódik fia Roza iránt érzett vágyakozása miatt. Később könyörög a hercegnek, hogy ne végeztesse ki Rómeót, akit így száműznek Veronából.

### Montague-né
Montague felesége, Rómeó anyja. Kétszer jelenik meg a műben, az első felvonásban visszatartja Montague-t a vitába való beszállástól, később pedig Benvolióval beszél. Másodjára a harmadik felvonás első jelenetében jelenik meg, amikor a herceg dönt Rómeó sorsáról. Rómeó száműzetése után belehal a bánatba, nem sokkal fia előtt:
HERCEG
Jöjj, Montague, ma fölkeltél korán,
Lásd, mily korán feküdt le gyermeked.
MONTAGUE
Ó, herceg, hitvesem meghalt ma éjjel,
Nem élte túl fia száműzetését.
Mi új csapás zendül vénségem ellen?

### Rómeó
Montague-ék fia, aki igyekszik távol tartani magát a viszálykodástól. A mű elején egy Róza (Rosaline) nevű lányba szerelmes reménytelenül, Capuleték bálján azonban megpillantja Júliát, és beleszeret. Amikor Tybalt megöli Mercutiót, válaszul Rómeó a halálba küldi Tybaltot, amiért Mantovába száműzik. Boldizsár értesíti Júlia haláláról, így Rómeó mérget vásárol a mantovai patikáriustól, és Júlia kriptájában megissza azt.

## További szereplők

### Escalus herceg
Escalus herceg Verona elöljárója, ő próbálja fenntartani a rendet a két család viszálykodása közepette. Páris és Mercutio a rokonai (unokaöccsei). Háromszor jelenik meg a műben, először Benvolio és Tybalt vitájánál, másodszor Tybalt és Mercutio halálakor, amikor száműzi Rómeót, harmadszor pedig a kriptánál.

### János barát
János barát Lőrinc barát jó barátja, ő viszi Lőrinc levelét Rómeónak az üzenettel, hogy Júlia csak tetszhalott. Útközben azonban elakad, levele nem jut el Rómeóhoz. Egyes kutatók szerint a János barát útját elvágó járvány rosszul van beépítve a darabba, hisz míg János karanténban reked, addig Boldizsár lóháton gyorsan meg tudja közelíteni Mantovát.

### Kar
A kar a „mindent tudó” szereplő a műben, az elején a két család viszályának történetét festi meg, a I. felvonás végén pedig előrevetíti a szerelmesek sorsát.

### Lőrinc barát

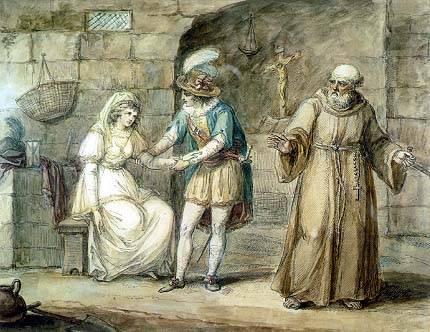
Lőrinc barát és a szerelmesek Henry William Bunbury festményén.

Lőrinc barát ferences szerzetes, Rómeó tanácsadója. Abban a reményben adja össze a szerelmeseket, hogy a házasság talán véget vethet a két család viszálykodásának. Amikor Rómeót száműzik, igyekszik segíteni Júliának, hogy újra együtt lehessen kedvesével, és olyan szert ad Júliának, ami halottnak tetteti őt. Levele Júlia tetszhaláláról nem ér el Rómeóhoz, és Lőrinc barát későn ér Júlia kriptájához is, akkor, amikor Rómeó már halott, Júlia pedig épp felébred. Hangokat hall kintről, így elsiet, Júlia pedig öngyilkos lesz.

### Mercutio
Mercutio Rómeó és Benvolio barátja, Páris és Escalus herceg rokona. Szabados gondolkodású, mókamester, hosszú és cifra mondatokban beszél, ügyesen bánik a szavakkal, Shakespeare egyik legkedveltebb szereplője. Amikor Rómeó nem hajlandó kiállni Tybalttal, Mercutio megteszi, és amikor Rómeó közbeavatkozik, Tybalt Rómeó hóna alá szúrva sebzi meg halálosan Mercutiót. Halálát megbosszulandó, Rómeó megöli Tybaltot, s emiatt száműzik.

### Patikárius
A patikárius Mantovában él, szegény, és jó pénzért cserébe hajlandó Rómeónak mérget eladni, amivel később az megöli magát.

### Páris
Páris gróf gazdag, Escalus herceg rokona, Júlia kérője. Amikor először kéri Júlia kezét, Capulet azt válaszolja, hogy a döntés lányán múlik, másodszorra azonban már nem érdekli őt lánya válasza, kitűzi az esküvő időpontját. Amikor Júlia tetszhalottként fekszik a kriptában, Páris siratja, majd megpróbálja megállítani az odaérkező Rómeót, abban a hiszemben, hogy a Montague megszentségteleníteni jött egy Capulet sírját, Rómeó pedig megöli.

### Polgárok
A város polgárai is többször szerepelnek a darabban, megpróbálják szétválasztani a veszekedőket az első felvonásban, majd felfedezik Tybalt holttestét és őrizetbe veszik Benvoliót a herceg megérkezéséig.

### Róza
Róza Capulet unokahúga, az, akibe Rómeó a mű elején szerelmes, de viszonzatlanul. Bár Róza láthatatlan szereplő, fontos a darab szempontjából, hiszen Rómeó azért megy el a Capulet-bálra, ahol találkozik Júliával, hogy egy pillantást vethessen Rózára.